# Dawuane Smoot
Dawuane Smoot (Groveport, Ohio, 2 de marzo de 1995) es un jugador profesional estadounidense de fútbol americano que se desempeña en la posición de linebacker en Jacksonville Jaguars, equipo de la National Football League (NFL).

## Carrera
Fue seleccionado en la tercera ronda en la Reunión Anual de Selección de Jugadores de la NFL de 2017. Hizo su debut profesional con el equipo Jacksonville Jaguars, donde lleva jugando siete temporadas.